# Rob Maingay
Robert (Rob) Maingay (Semarang, 24 februari 1939 - Rotterdam, 23 oktober 2016) was een Nederlandse beeldhouwer, architect en meubelmaker.

## Leven en werk
Maingay werd geboren in Semarang op Midden-Java in voormalig Nederlands-Indië en studeerde aan de Academie van Beeldende Kunsten en Technische Wetenschappen in Rotterdam.
Tot zijn dood woonde en werkte de kunstenaar in Rotterdam-Vreewijk, waar zich sinds 2008 ook zijn beeldentuin "De Werf" bevond.

## Enkele werken in de openbare ruimte
- Vorm (1969), Kornoeljestraat in Groningen
- Herdenkingsmonument 1940-1945 (1970), Samuel Esmeijerplein in Rotterdam
- RVS-plastiek (1972/92) in Delft
- Baken (1974), Groeninx van Zoelenlaan in Rotterdam - in samenwerking met Per Abramsen
- Spiralen (1980/84), Roermond, Amsterdam, Rhoon, Lisse en Tienhoven
- Aanrollende golf (1988), Zuiveringsschap Hollandse Eilanden en Waarden in Dordrecht
- Het samengaan van 5 gemeentes (1994), Gemeente Binnenmaas
- Kolommen (2000), The Orangery in Canterbury
- Constructie[3] (2003), Rembrandtweg in Amstelveen
- Spiralen[4] (2009), Beukendaal/Colosseumweg in Rotterdam

## Fotogalerij

Vorm (1969), Groningen
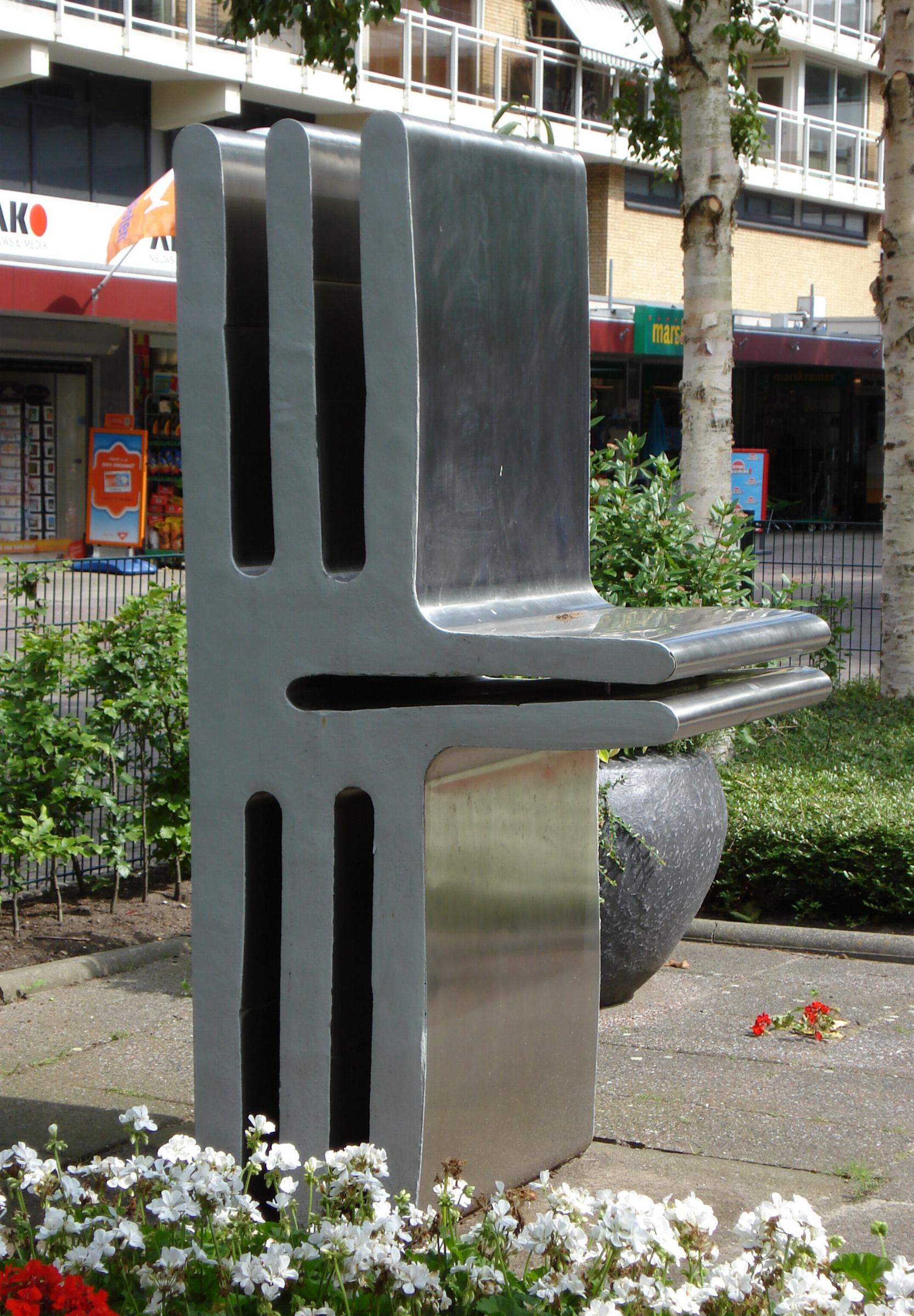
Herdenkingsmonument 1940-1945, Rotterdam
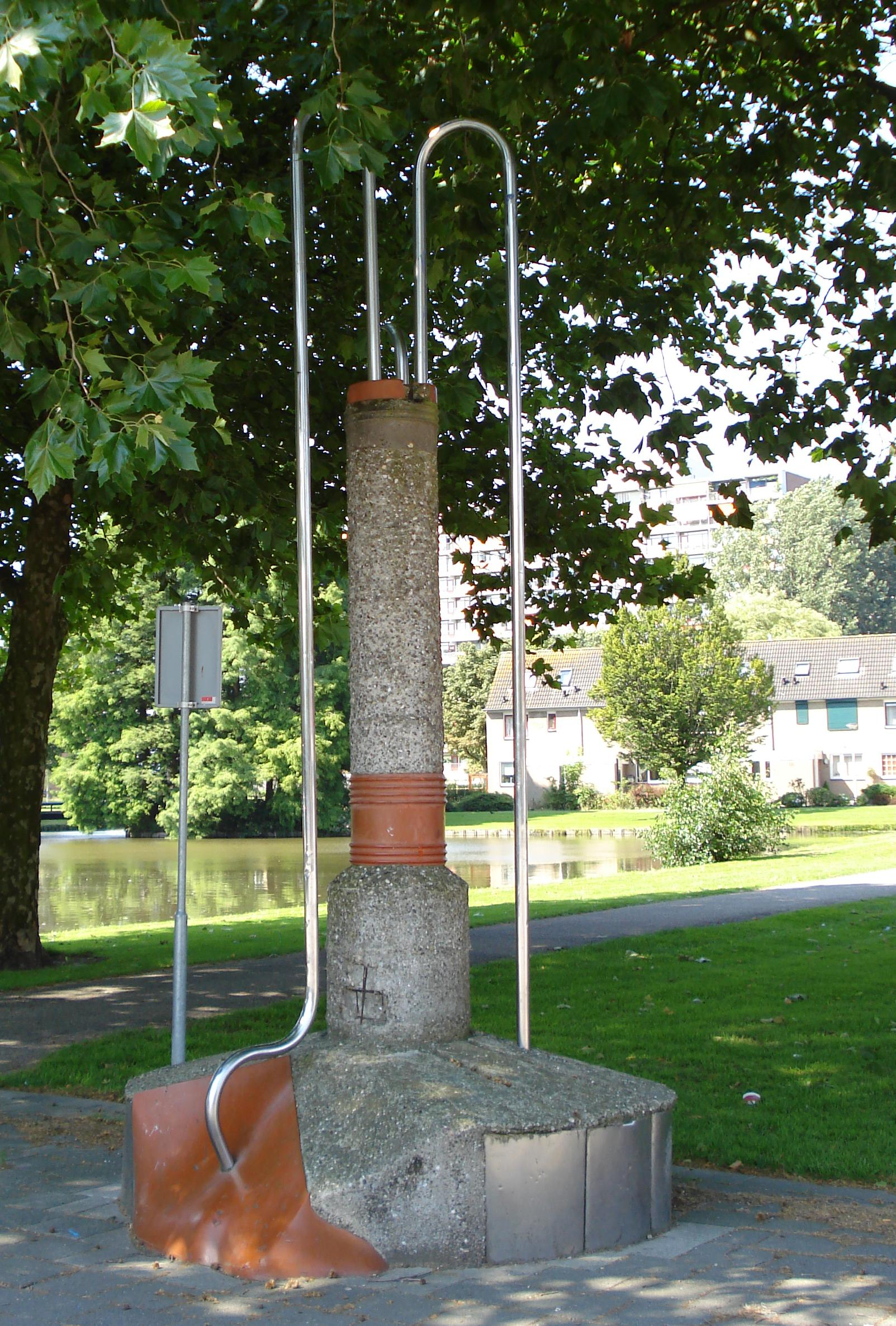
Baken (1974), Rotterdam
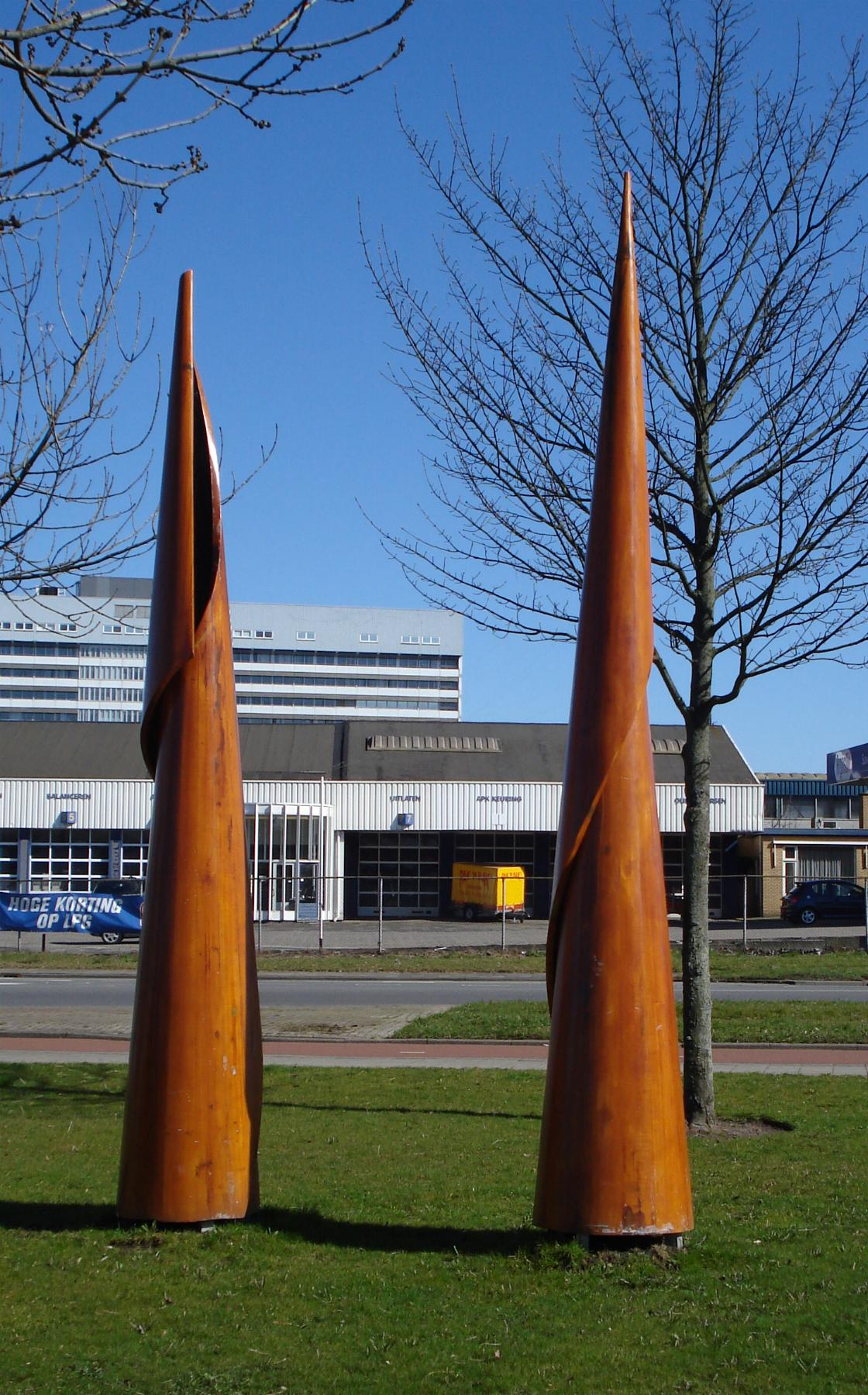
Spiralen (2009), Rotterdam